# Толмачёв, Иван Григорьевич
Иван Григорьевич Толмачёв (6 [19] февраля 1910, Одесса, Херсонская губерния — 1982) — советский борец классического стиля, чемпион и призёр чемпионатов СССР, мастер спорта СССР (1939).

## Биография
Увлёкся борьбой в 1933 году. Участвовал в 11 чемпионатах СССР. Выступал в полутяжёлой весовой категории (до 87 кг). Был первым одесским борцом, завоевавшим звание чемпиона СССР.
Участник Великой Отечественной войны и войны с Японией, старший сержант, кавалер ордена Красной Звезды. Был награждён медалями «За боевые заслуги», «За оборону Советского Заполярья».
После окончания спортивной карьеры занимался тренерской деятельностью в греко-римской борьбе.
Скончался в 1982 году.

## Спортивные результаты
- Чемпионат СССР по классической борьбе 1939 года —
- Чемпионат СССР по классической борьбе 1948 года —

## Память
- Его именем названа ДЮСШ в Одессе.
- Аннотационная доска установлена в Одессе по адресу: улица Михайловская, 18.
- В Одессе проводился Открытый всеукраинский юношеский турнир по греко-римской борьбе, посвященный мастеру спорта СССР Ивану Толмачёву.[3]